# David Adelman
David Leonard Adelman, né le 15 mai 1981, est un entraîneur américain de basket-ball à la tête des Nuggets de Denver de la National Basketball Association (NBA). Il est le fils de l'ancien entraîneur, Rick Adelman.

## Carrière d'entraîneur

### Débuts
Adelman a commencé à entraîner après avoir obtenu son diplôme au Jesuit High School, dans l'Oregon, où il est resté pour devenir entraîneur adjoint bénévole sous la direction de Gene Potter de 2002 à 2006. Il est ensuite devenu l'entraîneur principal de la Lincoln High School, menant les Cardinals à trois titres en 2007, 2010 et 2011.

### Carrière NBA
En 2011, il rejoint les Timberwolves du Minnesota en tant qu'entraîneur au développement des joueurs sous la direction de son père Rick Adelman. À la suite de la retraite de Rick en 2014, Adelman continue avec la franchise de Minnesota, devenant l'entraîneur en chef de la NBA Summer League pendant trois saisons sous la gouverne de Flip Saunders puis Sam Mitchell. Adelman quitte les Timberwolves en 2016 et rejoint le Magic d'Orlando en tant qu'entraîneur adjoint sous Frank Vogel pendant une saison. 
Il rejoint ensuite les Nuggets de Denver avant la saison NBA 2017-2018 en tant qu'assistant sous la direction de Michael Malone. Adelman fait partie du staff technique du titre NBA remporté par la franchise de Denver lors des Finales NBA 2023. Le 8 avril 2025, Adelman est nommé entraîneur par intérim des Nuggets après le licenciement de Malone. Les Nuggets sont battus 4 manches à 3 par le Thunder d'Oklahoma City en demi-finale de conférence. Il est titularisé comme entraîneur pour la saison 2025-2026

## Statistiques en tant qu'entraîneur
| Participation en playoffs |

| Équipe | Année     | Saison régulière | Saison régulière | Saison régulière | Saison régulière | Saison régulière          | Playoffs | Playoffs  | Playoffs | Playoffs | Playoffs |
| Équipe | Année     | Matchs           | Victoires        | Défaites         | %                | Classement                | Matchs   | Victoires | Défaites | %        | Résultat |
| ------ | --------- | ---------------- | ---------------- | ---------------- | ---------------- | ------------------------- | -------- | --------- | -------- | -------- | -------- |
| Denver | 2024-2025 | 3                | 3                | 0                | 100%             | 2e en division Nord-Ouest | -        | -         | -        | -        | -        |
| Total  | Total     | 3                | 3                | 0                | 100%             |                           | -        | -         | -        | -        |          |